# Lindsaea divergens
Lindsaea divergens är en ormbunkeart som beskrevs av Nathaniel Wallich, William Jackson Hooker och Grev. Lindsaea divergens ingår i släktet Lindsaea och familjen Lindsaeaceae. Inga underarter finns listade.